# Diospyros ebenum
Diospyros ebenum är en tvåhjärtbladig växtart som beskrevs av J.Koenig och Anders Jahan Retzius. Diospyros ebenum ingår i släktet Diospyros och familjen Ebenaceae. IUCN kategoriserar arten globalt som otillräckligt studerad. Inga underarter finns listade i Catalogue of Life.

## Bildgalleri

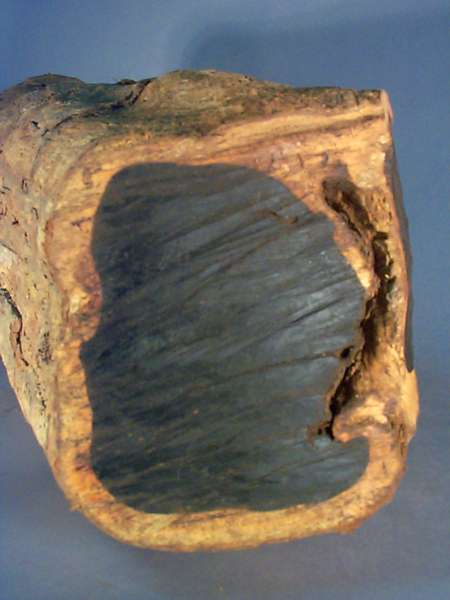
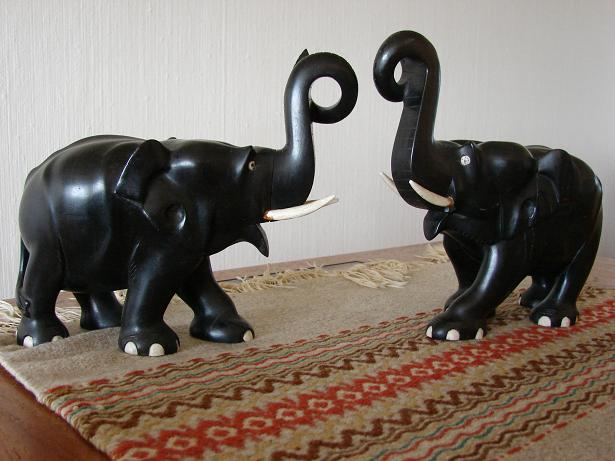
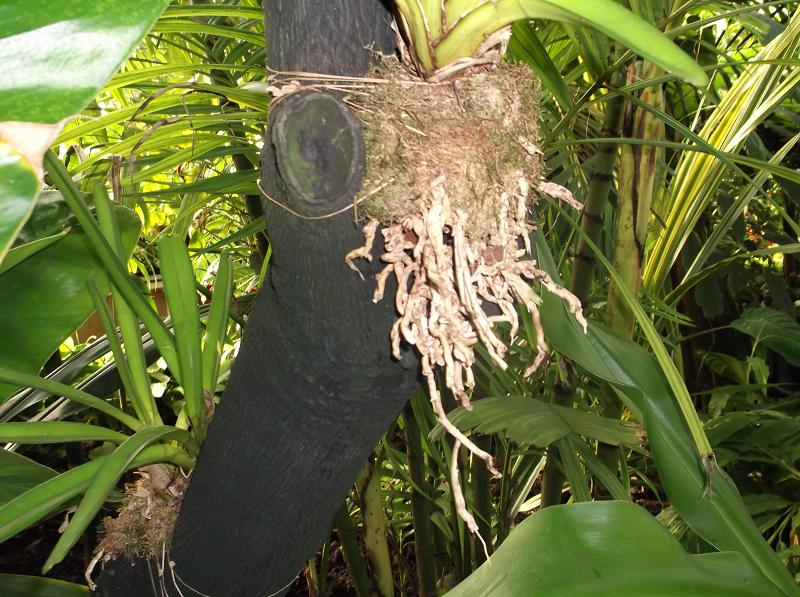
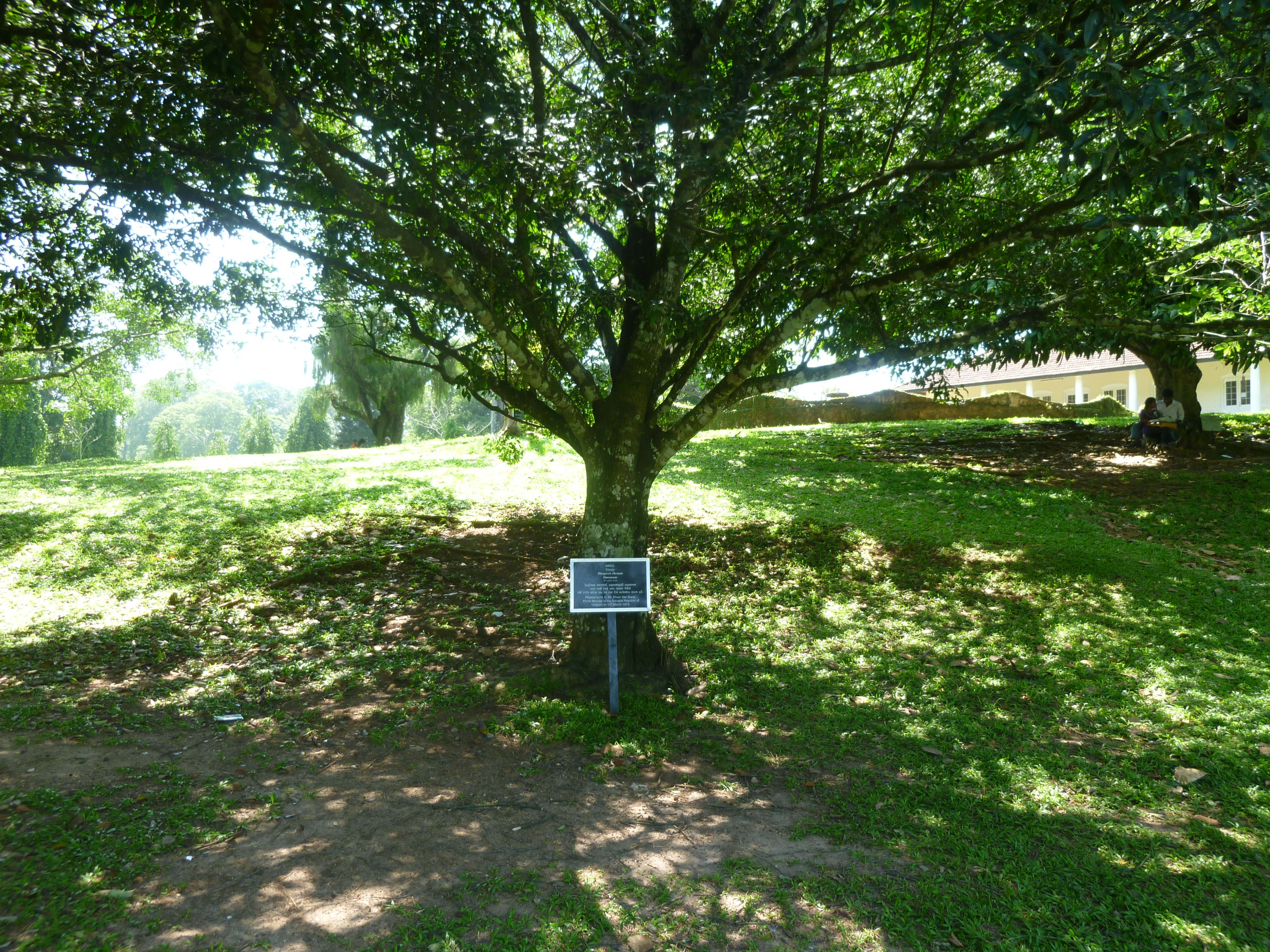
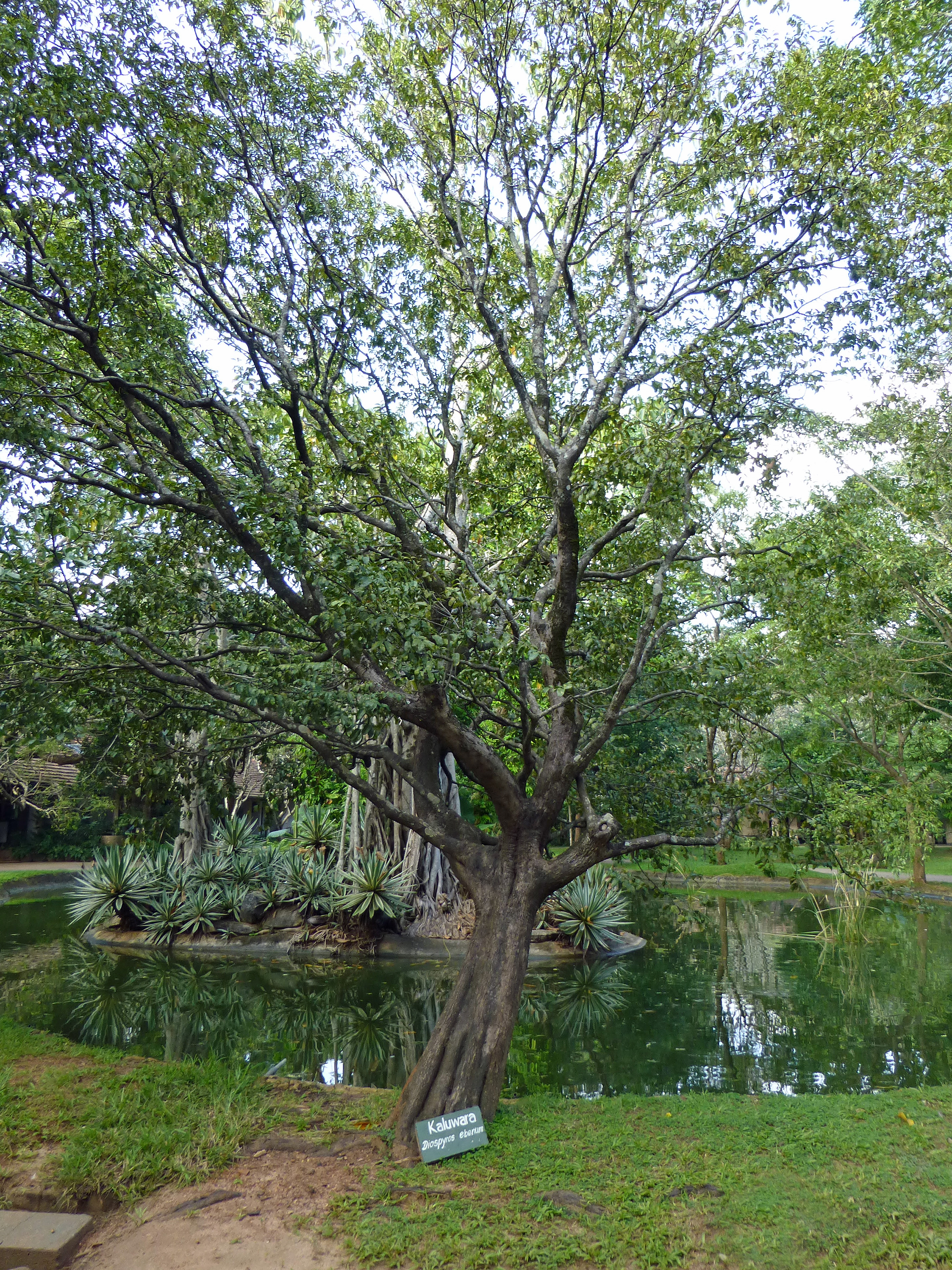
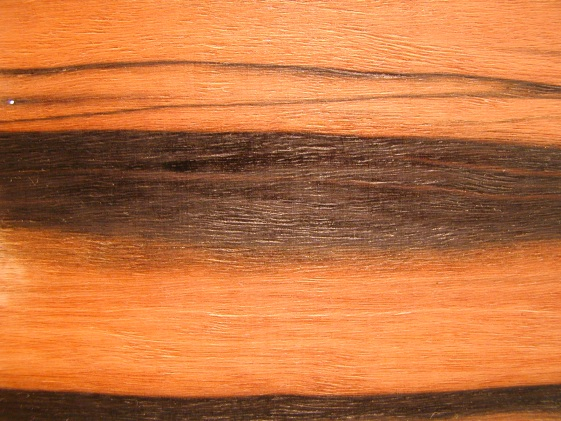